# August Horneffer
August Horneffer (* 5. Juli 1875 in Treptow an der Rega; † 8. Oktober 1955 in Berlin) war ein deutscher Philologe, Philosoph, freimaurerischer Schriftsteller, Freimaurer und Übersetzer.

## Leben
August Horneffer wurde am 5. Juli 1875 in Treptow an der Rega als Sohn eines preußischen Beamten geboren. Nach dem Besuch des dortigen Königlichen Bugenhagen-Gymnasiums zu Treptow studierte er an der Friedrich-Wilhelms-Universität zu Berlin (heute Humboldt-Universität) Philologie, Philosophie und Musikwissenschaft. Am 4. Mai 1898 erlangte er dort die philosophische Doktorwürde mit einer Arbeit über den Komponisten Johann Rosenmüller (1619–1684). Im Jahre 1900 folgte er einem Ruf an das Nietzsche-Archiv in Weimar, wo er gemeinsam mit seinem älteren Bruder Ernst Horneffer an der Herausgabe des Nachlasses Friedrich Nietzsches arbeitete. Nach einer Tätigkeit als Privatlehrer in der Schweiz und einer längeren Italienreise ging er zu Émile Jaques-Dalcroze nach Hellerau in Dresden. Während dieser Jahre beschäftigte er sich als freier Schriftsteller und Übersetzer griechischer und lateinischer Autoren und unterstützte seinen Bruder Ernst bei der Herausgabe der von diesem begründeten Zeitschrift Die Tat – Wege zu freiem Menschentum.
August Horneffer lebte von 1909 bis 1923 in Solln bei München. Am 19. März 1911 wurde er in der Loge Zum aufgehenden Licht an der Isar zum Freimaurer aufgenommen. In der Folge wurde er bis ins hohe Alter – mit der Unterbrechung während der Zeit des Nationalsozialismus – zu Vorträgen über die Freimaurerei herangezogen. Bereits 1913 erschien sein erstes diesbezügliches Buch Der Bund der Freimaurer. Schon im Jahre 1912 war sein großes religionswissenschaftliches Werk Der Priester. Seine Vergangenheit und seine Zukunft erschienen. 1915 wurde er für kurze Zeit zum Kriegsdienst eingezogen, kam aber bald wieder frei und konnte sich seiner erzieherischen und freimaurerischen Arbeit widmen. Einen Niederschlag fanden seine Studien 1916 in dem aufsehenerregenden Buch Symbolik der Mysterienbünde (s. Mystik), das mehrere Auflagen erlebte. Von 1916 bis 1921 gaben die Brüder Ernst und August Horneffer die für die Öffentlichkeit bestimmte freimaurerische Zeitschrift Der Unsichtbare Tempel heraus. Kurz nach dem Ersten Weltkrieg erschien im Reclam-Verlag das Büchlein Die Freimaurerei.
Bald nach seiner Aufnahme wurde der Verein deutscher Freimaurer auf August Horneffer aufmerksam. Er engagierte ihn als „Wanderredner“. Zahlreiche Vortragsreisen führten ihn in Freimaurerlogen im In- und Ausland. Unter Freimaurern wurde sein Name unter anderem dadurch bekannt, dass er seit Anfang der 20er Jahre im Auftrag der Literarischen Kommission der Loge Archimedes zum ewigen Bunde in Gera die ursprünglich von Robert Fischer geschaffenen Katechismen der Johannis-Freimaurerei bearbeitete.
Im Jahre 1923 wurde August Horneffer von der Große Loge von Preußen (auch: Royal York zur Freundschaft) nach Berlin gerufen, um die Reorganisation der Großloge in die Hand zu nehmen und deren Zeitschrift zu redigieren. Hier befürwortete er 1924 die Einführung eines "Arier-Paragraphen". Obwohl er im Jahre 1933 der Ansicht war, man müsse die Arbeiten der Großloge unverzüglich einstellen, fand er sich, der Adolf Hitler laut Arnold Grunwald verehrte, bereit, an der Umarbeitung der Rituale zu arbeiten, wobei er meinte, durch Rückgang auf ältere Wurzeln könne man das, was der nun herrschenden Regierung anstößig erschien, vermeiden und einigermaßen unbeschadet überleben. Das erwies sich als Illusion.
Während der NS-Zeit lebte August Horneffer in Berlin, wobei er im Krieg mehrfach ausgebombt wurde. Unmittelbar nach Kriegsende bemühte er sich um den Wiederaufbau der Freimaurerei. Horneffer, inzwischen Großmeister seiner Großloge, unterstützte die Einigungsbewegung der deutschen Freimaurerei und bewirkte den Beitritt seiner Großloge „Royal York zur Freundschaft“ in die nach dem Kriege neugegründete Dachorganisation der deutschen Freimaurer, die Vereinigte Großloge der Freimaurer von Deutschland, die sich später in Großloge der Alten Freien und Angenommenen Maurer von Deutschland umbenannte. In dieser existiert die Großloge „Royal York zur Freundschaft“ auch mehr als 200 Jahren nach ihrer Gründung (1798) als Traditionsverbund mit eigenem Großmeister fort.
In seinen letzten Lebensjahren war August Horneffer keineswegs müßig. Es erschienen noch eine Reihe kleinerer Schriften, ein Goethe-Buch und seine freimaurerische Autobiografie Aus meinem Freimaurerleben. Erfahrungen und Winke. Am 8. Oktober 1955 verstarb er in Berlin.

## Werke
- Johann Rosenmüller. Dissertation. Charlottenburg 1898, 124 S, Neudruck ostinato-musikverlag, Salzgitter 2005.
- Nietzsche als Moralist und Schriftsteller. Jena: Diederichs 1906, 106 S.
- Der Verfall der Hochschule Leipzig: Zeitler 1907, 114 S.
- Mensch und Form. Leipzig: Klinkhardt 1909, 111 S.
- Künstlerische Erziehung. Leipzig: Klinkhardt 1909, 197 S.
- Der Priester. Seine Vergangenheit und seine Zukunft. 2 Bde. Jena: Diederichs 1912, 311, 321 S.
- Der Bund der Freimaurer. Jena: Diederichs 1913, 191 S.
- Deutsche und ausländische Freimaurerei. München 1915, 58 S.,
- Symbolik der Mysterienbünde. München 1916, 221 S.,
- Ein Grundriss der freimaurerischen Symbolik. Sonderdruck a.d. Jahrb. 1915/16 d.Vereins deutscher Freimaurer. Leipzig. Zechel 1916, 29 S.
- Der Zug der Zeit zur Freimaurerei. Leipzig 1918, 22 S.
- Das für und wider der Außenarbeit. Leipzig: V.d.F. 1919, 24 S.,
- Ein freimaurerischer Reformplan aus dem Jahre 1803. Leipzig 1919, 16 S.
- Heilige Arbeit. München 1919, 19 S. (=Am Bau, 2)
- Die Freimaurerei. Leipzig: Reclam o. J., 103 S.
- Religiöse Volksbildung. Tübingen: Mohr 1920, 132 S.,
- Die Bedeutung der deutschen Auslandslogen. Leipzig 1920, 15 S.
- Freimaurerei und Religion. In: Drei Vorträge. Berlin: Wunder 1920, n.p.
- Freimaurerisches Lesebuch. 2 Bde. Berlin 1920, 1927, 173, 171 S. 110
- Symbolik der Mysterienbünde. 2. Aufl. Prien: Anthropos 1924, 244 S.
- Die Lehrart der GL von Preußen. 1.: Grundlagen und Ziele. Berlin 1924, 64 S.,
- Das Gebrauchtum des Lehrlingsgrades. Berlin 1927, 140 S.
- 150 Jahre Royal York. Berlin 1948, 71 S.
- Die Freimaurerei. 1.–3. Aufl. Leipzig o. J.; Stuttgart 1948, 103, 150 S.
- Katechismen I-III. Hamburg: Akazien 1948, 107, 92, 93 S.
- Warum Humanitas? Bielefeld 1948, 47 S.
- Goethe der Meister. Bielefeld: Humanitas 1949, 162 S.
- Macht des Symbols. Eine Deutung. Hamburg: Akazien 1950, 88 S. (=Ziegeldecker, 4)
- Freimaurerisches Lesebuch. 4. Aufl. Frankfurt 1951, 180 S.
- Der Katechismus der Lehrlinge. Mit Anhang Die Alten Pflichten. Hamburg: Akazien 1953, 107 S.
- Das Brauchtum der Freimaurer. Die Loge und ihr symbolischer Hausrat. Hamburg: Akazien 1954, 35 S. (=Blaue Reihe, 2)
- Das Brauchtum der Freimaurer. Sinn und Wert der Symbole. Hamburg: Akazien 1954, 36 S. (=Blaue Reihe, 1)
- Aus meinem Freimaurerleben. Erfahrungen und Winke. Hamburg: Akazien 1957, 262 S.
- Sinn und Wert unserer Symbole. [Neu überarb. v. Klaus Horneffer]. Hamburg: Bauhütten 1981, 51 S.

## Übersetzungen
- Hans Wilhelm Haussig (Hrsg.): Herodot: Historien. Deutsche Gesamtausgabe. Kröner, Stuttgart 1955 (= Kröners Taschenausgabe, 224); 3. Aufl. ebenda 1963; 1971: ISBN 3-520-22404-6.
- Platon: Der Staat. Kröner, Stuttgart 1973 (= Kröners Taschenbuchausgabe ,111): ISBN 3-520-11110-1.